# ヴォルガショル
ヴォルガショル(ロシア語Воргашор)はロシア連邦コミ共和国北部に位置する都市型集落。ヴォルクタ市街地の一部でありコムソモリスキー村やセヴェルヌイ村などが属しているヴォルクタ環状道路沿いに位置しておりコミ共和国の首都スィクティフカルから約900kmの距離にある。
名前は村の近くを通るヴォルガショル川にちなんで名付けられた。この町はかつて炭鉱業により栄えたが鉱業が衰退したことにより人口は減少。結果多くの住民が住居を放棄したことにより建築物は荒れ果て町はゴーストタウンのような異様な光景が広がっている。
2024年時点での人口は6544人

## 歴史
1931年ロシアの地質学者アレクサンダー・チェルノフがヴォルクタで大規模な石炭鉱床を発見した。この発見により多くの人々がヴォルクタに集まり1943年にはヴォルクタは都市としての地位を与えられその後も人口は増加し続けた。
1960年代になるとヴォルクタの付近には13個の鉱山が存在し鉱山の近くには都市型集落が形成された。中でも1964年に操業を開始したヴォルガショル鉱山および町は最も発展しておりアパートや学校、幼稚園、スーパーマーケット、病院、映画館さらにはウォッカの製造工場などが町には存在していた。最盛期には約25000人のも人がこの都市型集落で生活していた。
しかし1990年代に入るとソビエト連邦が崩壊したことよる経済の混乱が原因でヴォルガショルの炭鉱業も大きな打撃を負い数千人の人々がヴォルガショルを去った。さらに2000年代に入ると相次ぐ炭鉱での崩落事故によりほとんどの炭鉱は操業を停止した。現在のヴォルガショルは不気味な黒い窓が点在し雪に閉ざされ荒れ果てたフルシチョフカが立ち並ぶ異様な光景が広がっている。しかし完全に人がいなくなったわけではなく未だにこの町には2024年時点で約6000人のも人々が住んでいる。　　　　　　　　　　　　　　　　　　　　　　　　　　　　　　　　　　　　　　　

## 街並み
ヴォルガショルは経済崩壊が原因で人口が急速に減少し今ではゴーストタウンのような街並みが広がっている。フルシチョフカは窓が割れ荒れ果て雪に覆われているため誰も住んでいない印象を受けるが人々はこの過酷な環境でも生活をしておりさらにこの町には映画館や幼稚園なども存在している。

## 交通
ヴォルガショルとヴォルクタ市はヴォルクタ環状道路で繋がっており物資などはすべてヴォルクタ市から送られてくる。さらに市内では小型バスも運行している。

## 人口
1989年には約25000人だった人口はソビエト連邦の崩壊や鉱業の低迷により多くの人口が他地域に流出し2010年代には約11000人までに減少した。2018年には人口は10000人を下回り2021年に入ると人口は6553人まで大幅に減少した。
| 1970   | 1979   | 1980年 | 1986年 | 1989年 | 2002年 | 2010年 |
| ------ | ------ | ------ | ------ | ------ | ------ | ------ |
| 11 812 | 18 488 | 18 800 | 23 700 | 24 869 | 19 100 | 12 044 |
| 2011   | 2012年 | 2013年 | 2014年 | 2015年 | 2016年 | 2017年 |
| 12,000 | 11 520 | 11 192 | 10 876 | 10 666 | 10 450 | 10 345 |
| 2018年 | 2019年 | 2020年 | 2021年 | 2024年 |        |        |
| 9896   | 9518   | 9442   | 6553   | 6544   |        |        |

## 気候
ヴォルガショルは亜寒帯気候に属しており冬が長く夏は短い。夏になっても気温はあまり上昇せず夏でも霜が降りる時もある。冬には最低気温が－50度にも達するほど気温が下がり北西から強い風が吹くため吹雪の日が多い。１年を通して天候が晴れる日は少なくほとんどの天気が曇りか雪である。
ヴォルガショルでは厳しい気候のため作物の露地栽培は不可能である。
| 月                    | 1月   | 2月   | ３月  | 4月   | 5月   | 6月  | 7月  | 8月  | ９月  | 10月 | 11月  | 12月  |
| --------------------- | ----- | ----- | ----- | ----- | ----- | ---- | ---- | ---- | ----- | ---- | ----- | ----- |
| 最高気温              | 1,1   | 1,2   | 5.3   | 12.0  | 26.5  | 31.0 | 33.8 | 30.0 | 24.2  | 15.6 | 4.8   | 3.5   |
| 平均気温              | -19.5 | -20   | -13.9 | -10   | -1.9  | 7.6  | 13.2 | 9.7  | 4.3   | -3.4 | -13.3 | -17.6 |
| 最低気温              | -48   | -49.4 | -43.1 | -38.5 | -25.3 | -8.4 | -1   | -4.8 | -10.5 | -29  | -45.1 | -52   |
| 出典:ヴォルクタの気候 |       |       |       |       |       |      |      |      |       |      |       |       |